# 高尾時流
高尾 時流（たかお しぐれ、1996年8月15日 - ）は、ジャパンラグビーリーグワンコベルコ神戸スティーラーズに所属するラグビー選手。

## プロフィール
- 福岡県福岡市出身。
- ポジションはプロップ(PR)。
- 身長 176 cm、体重 110 kg

## 略歴
2015年、筑紫台高校卒業後、九州共立大学に入学。
2018年、九州共立大学ラグビー部のスクラムリーダーに就任した。
2019年、九州共立大学卒業後、神戸製鋼コベルコスティーラーズ(現・コベルコ神戸製鋼スティーラーズ)に加入。
2021年2月28日にジャパンラグビートップリーグ第2節キヤノンイーグルス戦に先発出場で公式戦初出場を果たす。